# HTL Villach
Die Höhere Technische Bundeslehr- und Versuchsanstalt Villach (HTL Villach) befindet sich am Tschinowitscher Weg Nr. 5 in der Statutarstadt Villach in Kärnten.

## Geschichte
1873 wurde eine Fachschule für Holzschnitzerei in Gmünd in Kärnten gegründet, der Bildhauer Carl Schelhorn wurde vom k.k. Handelsministerium als einziger Lehrer und Leiter für anfangs sieben bis 15 Schüler bestellt. 1878 übersiedelt die nunmehrige Fachschule für Holzindustrie nach Villach in die Bauergasse 6. 1884 übernimmt Ernst Pliwa als ehemaliger Assistent beim Technologischen Gewerbemuseum in Wien die Leitung der Schule. 1886 übersiedelt die Fachschule für Holzindustrie in die Peraustraße.
Als Exposituren bestanden von 1885 bis 1906 eine Korbflechterschule in Steinfeld, von 1891 bis 1906 eine Korbflechterschule in Rattendorf, von 1892 bis 1912 ein Atelier zur Erzeugung von Holzwaren in Bleiberg und von 1892 bis 1914 eine Fachschule für Drechslerei in Malborghet. 1899 übernimmt Bildhauer Gustav Goebel die Schulleitung. 1908 wurde mit der einjährigen Meisterschule für Bau- und Möbeltischlerei begonnen. 1909 wurde Matthias di Gaspero Leiter. 1911 beginnt eine Bau- und Kunsthandwerkerschule in der Richard-Wagner-Straße.
Im Ersten Weltkrieg wurde von 1914 bis 1918 das Schulgebäude als Reserve-Lazarett von der österreichisch-ungarischen Armee beschlagnahmt. Mit 1919 erfolgte die Gründung der Baufachschule mit abschließender Berechtigung einer folgenden Ausbildung zum Baumeister bzw. für ein Studium an einer technischen Hochschule oder der Akademie der bildenden Künste. 1920 wurde die Fachschule für Holzbearbeitung wieder begonnen.
1922 erfolgte die Umbenennung in Bundeslehranstalt für Bau-, Kunstgewerbe und Frauenberufe, der Architekt wurde Lehrer und Planer des neuen Schulgebäudes und übernahm die Leitung der Schule. 1923 errichten die Schüler der Fachschule ein Schülerheim/Internat für 30 Betten im Dachbodenraum über der Werkstatt. 1924 fand die erste Reifeprüfung in der Baufachschule mit 14 Kandidaten statt. 1930 übernimmt der Architekt Franz Baumgartner die Leitung der Schule. Beim Anschluss Österreichs an Hitler-Deutschland übernimmt Rudolf Götz die Leitung. Mit Beginn des Zweiten Weltkrieges 1939 wird die Schule wieder Reservelazarett, dieses wurde 1941 beendet, und neu mit einer Schule für Hoch- und Tiefbau und ein Sonderlehrgang für Bahningenieure begonnen.
1945 übernimmt Adolf Schmid von Schmidsfelden die Leitung der Schule. Das Schulgebäude war von den Engländern beschlagnahmt und der Unterricht fand an verschiedenen Schulen in Villach statt. 1946 erhielt die Höhere staatliche Frauenberufsschule eine eigene Direktion.
1948 übernimmt der a.o. Hochschulprofessor Oswald Bernhardt die Leitung. 1950 wurde die Zahl der Jahrgänge in den höheren Abteilungen von 4 auf 5 erhöht. 1962 übernimmt die Modellwerkstätte erste Arbeiten für Minimundus. 1967 fällt die Entscheidung zum Neubau eines Schulgebäudes, es wurde 1980 fertiggestellt, und 1981 mit dem Unterrichtsminister Fred Sinowatz eröffnet.
1985 wurde eine Höhere Abteilung für Elektronische Datenverarbeitung und Organisation mit dem Schwerpunkt Softwareentwicklung begonnen. Inzwischen wurde sie in Höhere Abteilung für Informatik umbenannt. Sie führt die Zweige Informatik und Management sowie Software Engineering.
1993 übernimmt Wilfred Samitz provisorisch die Leitung der Schule. Samitz war bis zu diesem Zeitpunkt Abteilungsvorstand der Abteilung Tiefbau.
1994 wird Samitz von Oskar Dorner als Schulleiter abgelöst.
2003 wird die Höhere Abteilung für Informationstechnologie mit einem Schwerpunkt auf Netzwerktechnik eröffnet.
2010 expandiert die Höhere Abteilung für Informationstechnologie erneut durch die Eröffnung eines Ausbildungszweiges mit Medientechnik als Ausbildungsschwerpunkt. 2019 wurde der Fokus der Abteilung Netzwerktechnik auf Cybersicherheit verlagert.
2013 wird das Amt der Schulleitung an Peter Kusstatscher übertragen.
Von 2019 bis 2023 wurde das Schulgebäude um rund 21 Millionen Euro saniert. Ein wesentlicher Teil des Projekts war die Übersiedelung der Abteilung für Informationstechnologie und Medientechnik von einer Expositur an den Hauptstandort.

## Leitung
- 1873–1884 Carl Schelhorn
- 1884–1899 Ernst Pliwa
- 1899–1909 Gustav Goebel
- 1909 Matthias di Gaspero
- 1922 Leopold Führer
- 1930 Franz Baumgartner
- 1938 Rudolf Götz
- 1945 Adolf Schmid von Schmidsfelden
- 1948 Oswald Bernhardt
- 1949 Ewald Wehr
- 1951 Ferdinand Rogatsch
- 1962 Heinrich Maurer
- 1967 Franz Hafner
- 1972 Josef Tusch
- 1993 Wilfried Samitz (provisorisch)
- 1994–2012 Oskar Dorner[6]
- 2012–2013 Gerhard Stefanschitz (provisorisch)
- seit 2013 Peter Kusstatscher

## Bekannte Schüler
- Christian Altenweisl (* 1986), Politiker (Grüne)
- Erwin Angerer (* 1964), Politiker (FPÖ)
- Max Domenig (1886–1952), Bildhauer
- Manfred Ebner (* 1953), Politiker (SPÖ)
- Florian Hufsky (1986–2009), Gründer der Piratenpartei Österreichs
- Hermann Jantschgi (* 1964), Politiker (FPK), Gastwirt
- Franz Eberhard Kneissl (1945–2011), Architekt, Künstler und Schriftsteller
- Alois Köchl (* 1951), Maler
- Michael Reiner (* 1985), Politiker (FPÖ)
- Andreas Sucher (* 1979), Politiker (SPÖ)

## Bekannte Lehrer
- 1976–2000 Gernot Kulterer
- 1983–2019 Christine Muttonen
- 1900 Alfred Roller
- 1900 Hermann Klotz